# Onze-Lieve-Vrouw-Onbevlekt-Ontvangenkerk (Wimereux)

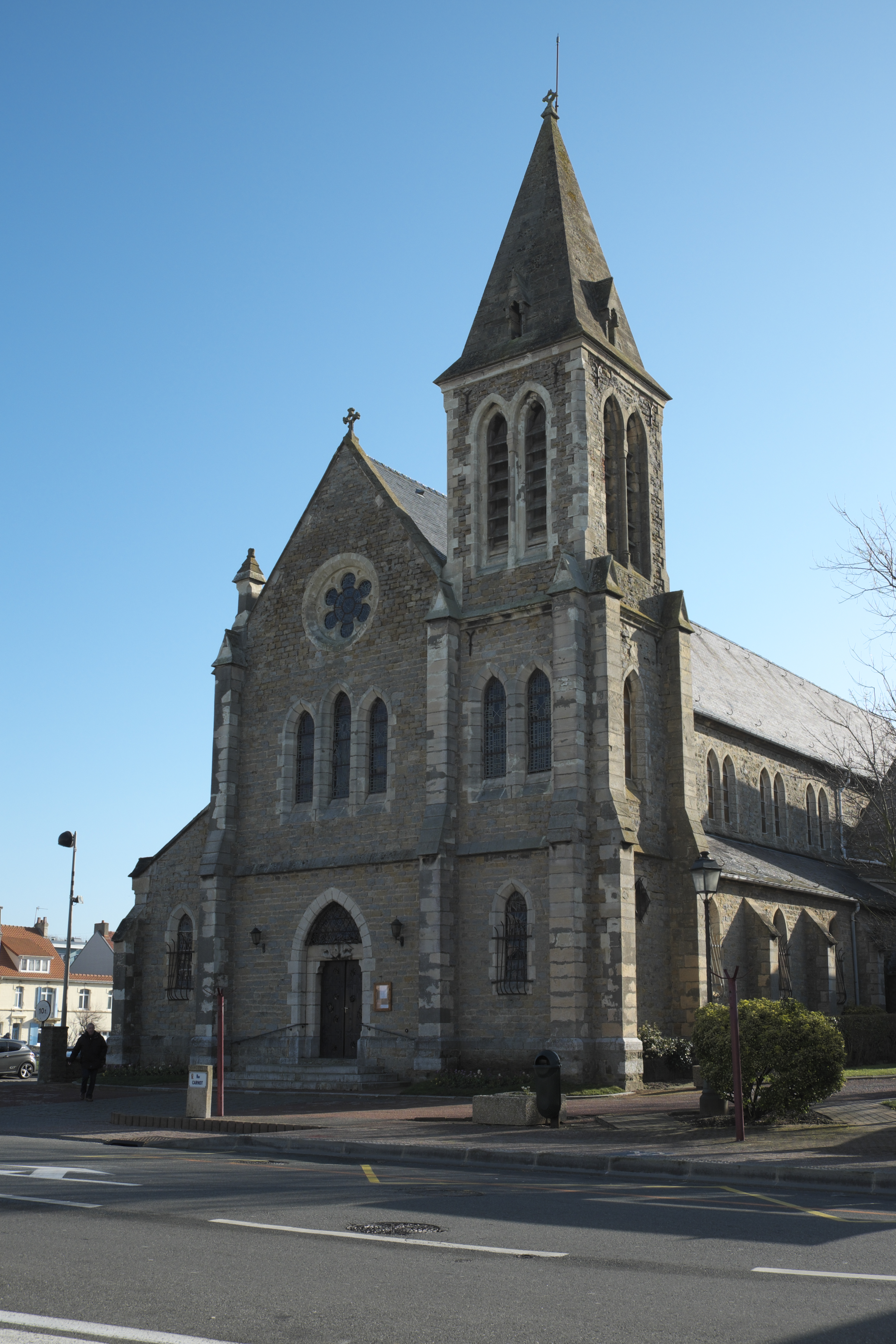
Onze-Lieve-Vrouw-Onbevlekt-Ontvangenkerk

De Onze-Lieve-Vrouw-Onbevlekt-Ontvangenkerk (Église de l'Immaculée-Conception) is de parochiekerk van de in het departement Pas-de-Calais gelegen plaats Wimereux.
Deze kerk werd gebouwd van 1866-1868 in neogotische stijl en is opgetrokken uit natuursteenbrokken. Hij heeft een naastgebouwde toren. In 1904 werd een transept en een koor toegevoegd.
Het orgel werd vervaardigd in 1870 door de Londense firma Speechly & Ingram.